# NGC 2087
NGC 2087 је спирална галаксија у сазвежђу Сликар која се налази на NGC листи објеката дубоког неба.
Деклинација објекта је - 55° 31' 59" а ректасцензија 5h 44m 16,1s. Привидна величина (магнитуда) објекта NGC 2087 износи 13,8 а фотографска магнитуда 14,7. NGC 2087 је још познат и под ознакама ESO 159-26, IRAS 05433-5533, PGC 17684.